# 余冰慧
余冰慧（1996年1月2日—），生于河南漯河，毕业于上海戏剧学院表演系，中国内地影视演员，舞者。在《完蛋！我被美女包围了！》中饰演男主角的青梅竹马沈彗星获得了更多的关注和人气。2024年作为主演参演微短剧《那年中秋》，成功入选中国国家广播电视总局网络视听节目管理司“国庆档”推荐片单。

## 参演作品
- 完蛋！我被美女包围了！
- 洗人
- 书仙传[2][3]
- 夺命巨鳄
- 中秋奇妙游
- 5000年很长吗·万物生[4]
- 夜族公子小仙妻
- 站着等你三千年[5][來源可靠？]
- 丑小鸭的天鹅湖
- 念念无期[6]
- 2024新精武门
- 末日之热浪来袭
- 那年中秋
- 天刀无极
- 我的床下有个人
- 错认的代价
- 危险女婿
- 风落蛮荒
- 瀚海神龙[7]